# Delta-Scuti-Stern
Delta-Scuti-Sterne sind pulsationsveränderliche Sterne der Population I. Die Delta-Scuti-Sterne wurden auch als Zwergcepheiden, AI-Velorium-Sterne oder RRs-Sterne bezeichnet.

## Eigenschaften

### Spektrum
Die Delta-Scuti-Sterne werden beobachtet mit Spektralklassen zwischen A0 und F8 und gehören zu den Leuchtkraftklassen III (Unterriesen) bis V (Hauptreihensterne). Es handelt sich um den Bereich des HR-Diagramms, in dem der Instabilitätsstreifen die Hauptreihe kreuzt.

### Pulsationen
Die Perioden liegen unterhalb von 0,3 Tagen und die Amplituden erreichen bis zu 0,8 Größenklassen, wobei meistens nur 0,02 mag erreicht werden.
Es sind sowohl radiale als auch nicht-radiale Pulsationen nachgewiesen worden. Alle Delta-Scuti-Sterne sind multiperiodisch und schwingen sowohl in der Grundschwingung als auch in diversen ausgewählten Oberschwingungen. Sie sind damit gute Ziele für asteroseismologische Untersuchungen um anhand der Schwingungsausbreitung den inneren Aufbau der Veränderlichen zu analysieren. Die Rückstellkraft bei den Schwingungen ist meistens der Druck, die sogenannten p-Modi, und nur selten die Gravitation in den g-Modi. Auch für diese pulsierenden Veränderlichen gibt es eine Perioden-Leuchtkraft-Beziehung, die für die Periode der Grundschwingung mit einer Genauigkeit von 0,1 mag gilt:
{\displaystyle Mv=-3{,}725\cdot \log(p)-1{,}969}
Die Pulsationen werden hauptsächlich über den Kappa-Mechanismus verursacht. Daneben kann aber auch eine stochastische Anregung durch die konvektive Bewegung in der Photosphäre eine Rolle spielen.

#### Ursache der Pulsationen
Als Ursache der Pulsationen wird der Kappa-Mechanismus der einfach ionisierten Heliumzone vermutet. Die Amplitude der Delta-Scuti-Sterne ist korreliert mit der Rotationsdauer der Sterne. Je schneller der Stern rotiert, desto besser ist auch seine Durchmischung und es befindet sich genügend Helium in der He+-Zone. Bei geringen Rotationsgeschwindigkeiten sinkt das Helium tiefer in den Stern, während das Licht gut absorbierende Metalle durch den Strahlungsdruck in die Photosphäre aufsteigen. Dies führt dazu, dass der Delta-Scuti-Stern spektral als ein milder Am-Stern erscheint und die Amplitude aufgrund des geringen Anteils an Helium in der He+-Zone verschwindend gering ausfällt.

### Untergruppen
Die GCVS-Systematikkürzel für Delta-Scuti-Sterne sind DSCT oder DSCTC, wobei die DSCTC-Sterne kleinere Amplituden und sinusförmige Lichtkurven haben. Die beiden Gruppen unterscheiden sich aber nicht durch irgendwelche weiteren physikalischen Eigenschaften. Eine separate Gruppe sind die seltenen HADS, die High Amplitude delta scuti stars mit Amplituden von mehr als 0,3 mag. Sie rotieren recht langsam mit Rotationsgeschwindigkeiten von weniger als 30 km/s. Sie pulsieren in ein oder zwei dominierenden radialen Moden, wobei genauere fotometrische Untersuchungen aber eine Vielzahl an weiteren nicht-radialen Schwingungen zeigen. Die HADS und die in der ersten Oberschwingung pulsierenden Cepheiden mit dem Subtyp DCEPS folgen derselben Perioden-Leuchtkraft-Beziehung, weshalb für die HADS auch der Begriff Zwergcepheide verwendet wird. Die Delta-Delphini-Sterne sind Delta-Scuti-Sterne mit meistens kleinen Amplituden. Die chemische Zusammensetzung der Sternoberfläche entspricht derjenigen der Am-Sterne mit ihrer erhöhten Häufigkeit an ausgewählten Metalllinien. Auch die chemisch pekuliären Lambda-Bootis-Sterne können als Delta-Scuti-Sterne pulsieren. Auch die Ap-Sterne zeigen häufig Anzeichen für Pulsationslichtwechsel, der durch Delta-Scuti- und/oder Gamma-Doradus-Veränderlichkeit verursacht wird.

### Vorkommen in Sternkatalogen
Der General Catalogue of Variable Stars listet aktuell etwa 700 Sterne mit dem Kürzel DSCT oder DSCTC, womit etwas über 1 % aller Sterne in diesem Katalog zur Klasse der Delta-Scuti-Sterne gezählt werden.

## Entwicklung
Die Massen der Delta-Scuti-Sterne liegen bei 1,5 bis 2,5 Sonnenmassen und Leuchtkräften zwischen dem 10 und 50-fachen der Sonne. Die Delta-Scuti-Sterne können sich daher in verschiedenen Entwicklungsstadien befinden. Sie können sich auf dem Weg zur Hauptreihe befinden, in der ruhigen Phase des Wasserstoffbrennens auf der Hauptreihe sein oder anfangen, sich von der Hauptreihe in Richtung des Roten Riesenastes zu bewegen.

## SX-Phoenix-Sterne
In der metallarmen Population II gibt es Sterne, die dieselben Schwingungen zeigen wie die Delta-Scuti-Sterne. Sie werden nach ihrem Prototypen SX Phoenicis als SX-Phoenix-Sterne bezeichnet. Ihre physikalischen Eigenschaften unterscheiden sich bis auf die Metallizität kaum mit Ausnahme der Amplitude, die meist einige Zehntel Größenklassen erreicht. Da auch die Masse der SX-Phoenix-Sterne zwischen 1,5 und 2,5 Sonnenmassen liegt muss es sich bei diesen Sternen um Blaue Nachzügler handeln. Dies liegt an der begrenzten Lebensdauer von Sternen mit 1,5 Sonnenmassen von nur einer Milliarde Jahre, während die Population II in der Milchstraße ungefähr 10 Milliarden Jahre alt ist. Bei den Blauen Nachzüglern ist dagegen ein Teil der Masse erst später von einem Begleiter in einem Doppelsternsystem transferiert worden und erst dann erreicht er die notwendige Masse, um als SX-Phoenix-Stern zu pulsieren.

### Vorkommen in Sternkatalogen
Die SX-Phoenix-Sterne sind deutlich seltener als die Delta-Scuti-Sterne und der General Catalogue of Variable Stars listet aktuell lediglich etwa 40 Sterne mit dem Kürzel SXPHE, womit nur knapp 0,1 % aller Sterne in diesem Katalog zur Klasse der SX-Phoenix-Sterne gezählt werden.

## Beispiele
| Name     | Bayer-Bezeichnung      | Spektralklasse | Scheinbare Helligkeit (Maximum) | Amplitude (mag) | Periode (Tage) |
| -------- | ---------------------- | -------------- | ------------------------------- | --------------- | -------------- |
| Wega     | Alpha Lyrae            | A0 V           | −0,02                           | 0,07            | 0,19           |
| Denebola | Beta Leonis            | A3 V           | 2,14                            | 0,025           | -              |
| Caph     | Beta Cassiopeiae       | F2 III-IV      | 2,25                            | 0,06            | 0,1043         |
|          | Rho Puppis             | F6 IIp         | 2,68                            | 0,19            | 0,14088        |
| Seginus  | Gamma Bootis           | A7 III         | 3,02                            | 0,05            | 0,2903         |
| Pherkad  | Gamma Ursae Minoris    | A3 II-III      | 3,04                            | 0,05            | 0,1430         |
|          | Theta2 Tauri           | A7 III         | 3,35                            | 0,07            | 0,0756         |
|          | Tau Cygni              | F0 IV          | 3,65                            | 0,10            | -              |
|          | Ypsilon Ursae Majoris  | F2 IV          | 3,68                            | 0,18            | 0,1327         |
|          | Gamma Coronae Borealis | A0 IV          | 3,8                             | 0,06            | 0,03           |
|          | Rho1 Sagittarii        | F0 IV-V        | 3,9                             | 0,04            | 0,05           |
| Phicares | Epsilon Cephei         | F0 IV          | 4,15                            | 0,06            | 0,0412         |
|          | Delta Serpentis        | F0 IV          | 4,23                            | 0,04            | 0,134          |
|          | Delta Delphini         | F0 IV          | 4,38                            | 0,11            | -              |
|          | Delta Scuti            | F3 IIIp        | 4,6                             | 0,19            | 0,19377        |